# イントロソート
イントロソート（英: introsort）は、David Musser が1997年に設計した、クイックソートとヒープソートを組み合わせたソートアルゴリズムである。
最初はクイックソートを行い、再帰のレベルがソートされた要素数（の対数）を超えるとヒープソートに切り替える。時間計算量は最悪でも O(n log n) であり、同時に典型的なデータに対するソートではクイックソートに匹敵する性能を示す。
イントロソートは、クイックソートやヒープソートと同様、比較ソートである。

## 背景
クイックソートは、性能がピボット（データ列を分割する境界値）の選択に強く依存するという欠点があった。
例えばデータ列の先頭や最後尾をピボットに選ぶと、ほぼソートされた入力について最悪の性能を示す。
ニクラウス・ヴィルトはこれを避けるため、データ列の中央の要素をピボットに選ぶようにしたが、工夫をこらした並びに対しては最悪で O(n2) となる。
このようなクイックソートの性能の悪化を起こりにくくする方法としては、先頭、最後尾、中央の値の中央値をピボットに選ぶアルゴリズム（median-of-3 pivot）がある。大抵のデータ列のソートはこれでほとんどうまくいくが、データ列を工夫することで性能を大幅に低下させることができ、DoS攻撃に利用できるという弱点がある。すなわち、ユーザの入力データに対して整列処理を行う場合、悪意ある入力によって意図的に負荷を強める攻撃が可能になるという脆弱性を抱えることになる。

## 性能と実用
Musser は、median-of-3 pivot クイックソートが最悪値を示すようなデータであっても、例えば要素数 100000 のデータに対してイントロソートの実行時間がクイックソートの 1/200 になったことを報告している。
Musser は Robert Sedgewick が考案したキャッシュメモリの効果を考慮したソートアルゴリズムも検討した。それは、細かい部分について挿入ソートを1回最後に行うというものである。彼によると、イントロソートではキャッシュミス率は2倍になるが、両端キューを使った実装では劇的に性能を改善できるため、テンプレートライブラリに保持すべきだとしている（特に、キャッシュの保持されている間にソートを行わないこともあるため）。
2000年6月、SGI C++ Standard Template Library で、Musser のイントロソートの手法を利用した不安定ソートの実装をした。ヒープソートに切り替える再帰の深さは引数で指定でき、最終段は Sedgewick の挿入ソートを使う方式である。挿入ソートに切り替わる再帰の深さは16だった。

## 擬似コード
クイックソートの内部で呼び出す分割関数（partition）とヒープソート（heapsort）は既に実装されているものとすると、イントロソートは以下のように簡潔に書ける：
```
from
 
typing
 
import
 
Any

from
 
collections.abc
 
import
 
MutableSequence

# ソート関数

# 内部で introsort を呼び出す。

#

# @param seq   - ソートする配列

# @param keyFn - 配列のキー値を計算する関数

def
 
sort
(
seq
:
 
MutableSequence
[
Any
],
 
keyFn
:
 
Callable
[[
Any
],
 
int
]):

    
from
 
math
 
import
 
log2
,
 
floor

    
n
 
=
 
len
(
seq
)

    
maxDepth
 
=
 
floor
(
2
 
*
 
log2
(
n
))

    
introsort
(
seq
,
 
keyFn
,
 
0
,
 
n
 
-
 
1
,
 
maxDepth
)

# イントロソート

# 再帰が指定した深さに達するまでクイックソートし、

# ソートが完了するまでヒープソートする。

#

# @param seq      - ソートする配列

# @param keyFn    - 配列のキー値を計算する関数

# @param first    - ソート範囲の開始インデックス

# @param last     - ソート範囲の終端インデックス

# @param maxDepth - 再帰の最大深さ

def
 
introsort
(
seq
:
 
MutableSequence
[
Any
],
 
keyFn
:
 
Callable
[[
Any
],
 
int
],
 
first
:
int
,
 
last
:
int
,
 
maxDepth
:
 
int
):

    
if
 
last
 
<=
 
first
:

        
return

    
elif
 
maxDepth
 
==
 
0
:

        
heapsort
(
seq
,
 
keyFn
,
 
first
,
 
last
)

    
else
:

        
pivotIndex
 
=
 
partition
(
seq
,
 
keyFn
,
 
first
,
 
last
)

        
introsort
(
seq
,
 
keyFn
,
 
first
,
 
pivotIndex
 
-
 
1
,
 
maxDepth
 
-
 
1
)

        
introsort
(
seq
,
 
keyFn
,
 
pivotIndex
 
+
 
1
,
 
last
,
 
maxDepth
 
-
 
1
)

```

なお sort 内で最大深さ（maxDepth）として配列の長さの対数に 2 を掛けたものを選んでいるが、この係数は任意の値でよい。